# Kanał Vaskjala-Ülemiste
Kanał Vaskjala-Ülemiste (też: kanał Pirita-Ülemiste) – kanał w Estonii, łączący rzekę Piritę z jeziorem Ülemiste. Znajduje się na obszarze miasta Tallinn oraz gminy Rae. Jego długość wynosi 10,8 km. Powstał w 1922 roku w celu zasilenia wód jeziora, które stanowiły główne źródło wody pitnej dla Tallinna i okolic.